# Kwamalasamutu
Kwamalasamutu, o Kwamalasamoetoe, es una villa indígena tiriyó en el sur de Surinam (en el distrito de Sipaliwini). 
En Kwamalasamutu tiene su asiento el Cacique de los Tríos del norte. También sirve de base operativa en el campo del equipo de Conservación del Amazonas para los proyectos del noreste del amazonas. El etnobotánico Mark Plotkin ha estado trabajando aquí desde 1982.

## Historia
El pueblo fue construido en 1971, porque Alalapadu se estaba quedando demasiado pequeño. La población se estima en alrededor de 1100 a partir de 2020. Kwamalasamutu tiene una escuela, una clínica y una iglesia bautista, y desde 2010 tiene acceso a la red telefónica. La economía se basa en la agricultura a pequeña escala. El pueblo también alberga pequeños grupos de la tribu Wai Wai. Los dos últimos hablantes del idioma mawayana están en Kwamalasamutu desde 2015.

## Turismo
El Werehpai sitio arqueológico, que consiste en cuevas que contienen petroglifos de origen precolombino, se encuentra a unos 10 kilómetros de Kwamalasamutu.

## Salud
Kwamalasamutu alberga un Medische Zending centro de salud.

## Energía
Como la mayoría de los pueblos del interior de Surinam, Kwamalasamutu depende de generadores diésel para obtener electricidad. El gobierno proporciona gasóleo de forma gratuita para producir electricidad durante unas 5-6 horas al día. En 1994 se instalaron paneles solares con la intención de proporcionar electricidad durante todo el día, pero un estudio de evaluación realizado en 2013 mostró que la falta de mantenimiento significó que ninguno de los sistemas instalados en 1994 siguiera funcionando en 2013. En su lugar, la gente ha utilizado los paneles. desde 1994 que todavía funcionaba para sus propios sistemas, y algunos habían invertido en paneles adicionales. Están en marcha nuevos proyectos para proporcionar electricidad en el interior de una manera híbrida, con generadores diésel asumiendo la producción durante la noche.

## Transporte
Se puede llegar a Kwamalasamutu en barco por el río Sipaliwini o en avión usando la Kwamelasemoetoe Airstrip  que ofrece servicios regulares desde y hacia Paramaribo.